# Vladimír Javorský
Vladimír Javorský (* 2. května 1962 Ostrava) je český herec a hudebník.

## Život
Vyrůstal v ostravském Zábřehu. V dětství zpíval v dětském rozhlasovém sboru. Vystudoval gymnázium, absolvoval první ročník na pedagogické fakultě a pak do roku 1986 studoval činoherní herectví na brněnské Janáčkově akademii múzických umění u Zoji Mikotové. Byl na mezinárodním letním kurzu u Ladislava Fialky. V letech 1986–1991 hrál v Divadle Husa na provázku. Potom působil v divadle ve francouzském městě Blois a kočoval s ním po Francii. Od roku 1993 do roku 1999 působil v pražském Činoherním klubu. V 90. letech se v Japonsku učil u choreografa a tanečníka Mina Tanaky. Od roku 1999 do července 2009 byl v angažmá v činoherním souboru Národního divadla v Praze. Zde hostoval v operách Toufar, Čarokraj a činohrách Věc Makropulos, Troilus a Kressida, Zahradní slavnost a Revizor. Od sezony 2016/2017 opět nastoupil do angažmá jako člen Činohry ND.
Od roku 1985 vystupuje rovněž ve filmu a v televizi. V roce 2004 se v Los Angeles účastnil předávání cen Oscar poté, když zahrál hlavní roli v nominovaném americkém filmu Most. Za svou roli ve filmu Poupata obdržel v roce 2012 cenu Český lev za nejlepší mužský herecký výkon v hlavní roli.
Hraje na saxofon, kytaru a ukulele. Hrál například se skupinou Traband nebo s kapelou Miroslava Kemela, v únoru 2021 nazpíval spolu s Igorem Orozovičem děkovnou píseň Hippokratova armáda, věnovanou pracovníkům ve zdravotnictví. V roce 2022 vydal album vlastních písní Ještě je v jazzově-folkovém aranžmá Mariana Friedla a také s touto tvorbou příležitostně koncertuje. Věnuje se grafice, hraje golf a ovládá angličtinu, němčinu, ruštinu, polštinu a francouzštinu.

## Divadelní role, výběr
- 2018 Stefan Zweig: Netrpělivost srdce, Kekesfalva, Stavovské divadlo, režie Daniel Špinar
- 2022 Arthur Schnitzler: Rej, Básník, Stavovské divadlo, režie Arthur Nauzyciel
- 2024 Kateřina Tučková: Bílá Voda, Alois Stauber, bělovodský páter, Stavovské divadlo, režie Michal Vajdička

## Filmografie (výběr)
- 1986 – Krajina s nábytkem (Zdeněk)

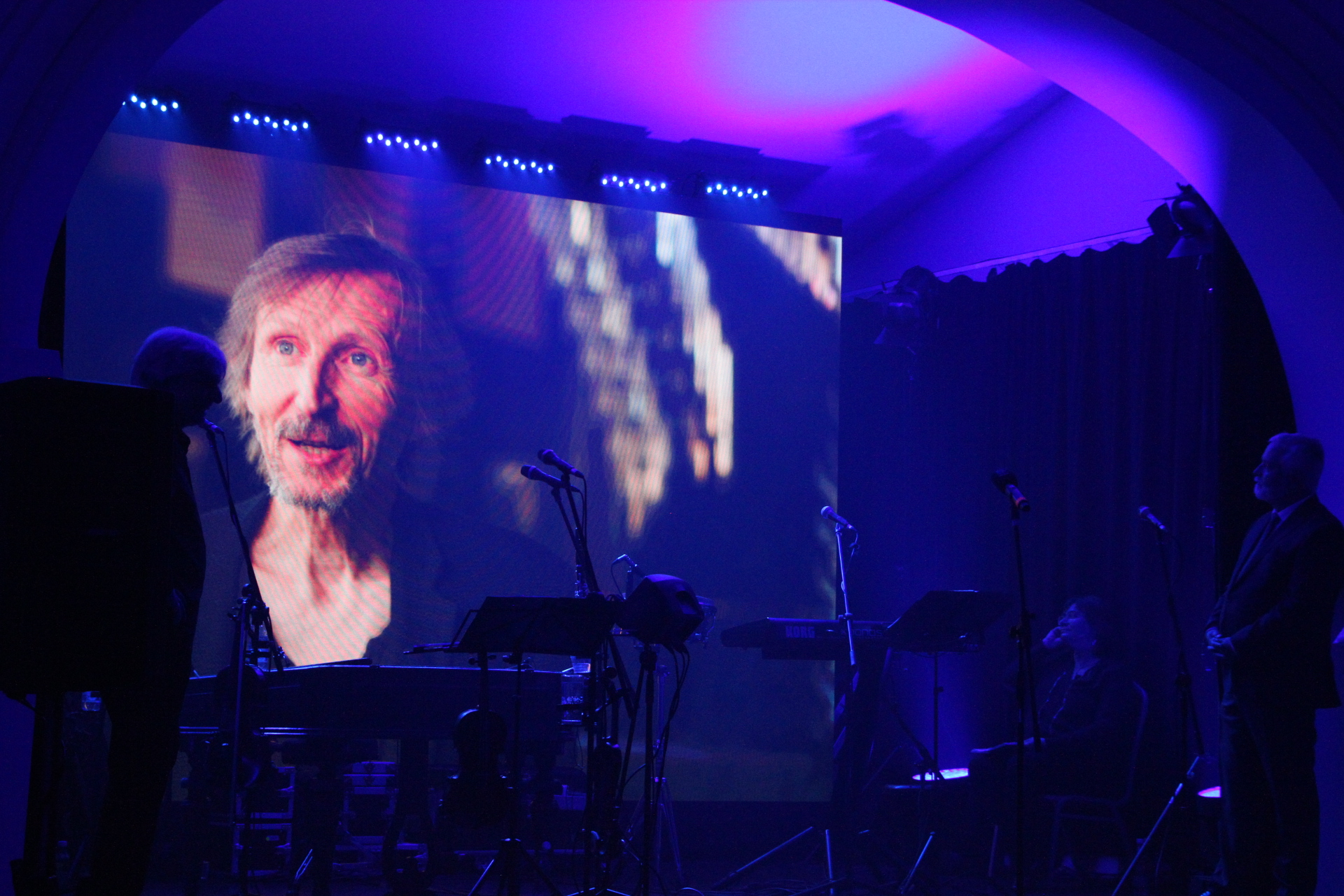
Vladimír Javorský děkuje za cenu Thálie, Prix Bohemia Radio 2024

- Vladimír Javorský děkuje za cenu Thálie, Prix Bohemia Radio 20241988 – Chlapci a chlapi (Ctibor Voříšek)
- 1989 – Vlak dětství a naděje (Sepp)
- 1990 – Největší z Pierotů (Jean Gaspard Deburau), TV seriál
- 1992 – Černí baroni (vojín Jasánek)
- 1995 – Usmívej se, lásko má
- 1996 – Lotrando a Zubejda
- 1997 – Nejasná zpráva o konci světa
- 1997 – Báječná léta pod psa (Šperk)
- 1998 – Tři králové (Václav Morávek)
- 2003 – Most
- 2005 – Kousek nebe (Šebek)
- 2007 – Václav
- 2008 – El Paso
- 2008 – Máj
- 2008 – U mě dobrý (Pepé)
- 2009 – Dům U Zlatého úsvitu (Heliodromus)
- 2010 – Legenda o létajícím Cypriánovi
- 2011 – Poupata
- 2012 – Muž, který se směje
- 2012 – Tady hlídám já (Věroslav Herian)
- 2013 – Duch nad zlato
- 2013 – Čtyřlístek ve službách krále
- 2013 – Cyril a Metoděj – Apoštolové Slovanů
- 2014 – Andělé všedního dne (Nith-Haiah)
- 2015 – Americké dopisy
- 2015 – Burácení
- 2015 – Jan Hus (Václav IV.)
- 2017 – Dobrodruzi
- 2017 – Milada
- 2017 – Marie Terezie
- 2017 – Bohéma
- 2018 – Balada o pilotovi
- 2019 – Skleněný pokoj
- 2021 – Božena (Johann Pankel)
- 2022 – Poslední závod (Jan Buchar)
- 2022 – Stínohra
- 2022 – Betlémské světlo
- 2022 – Princ Mamánek
- 2023 – Citlivý člověk
- 2023 – Tajemství a smysl života
- 2024 – Amerikánka
- 2024 – Velký pán
- 2025 – Franz

## Diskografie
- Ještě je, 2022